# Temporada 1989-90 de los Minnesota Timberwolves
La temporada 1989-90 fue la primera de los Minnesota Timberwolves en la NBA, tras la ampliación de la liga de 25 a 27 equipos, entrando a formar parte de la misma junto a los Orlando Magic. La temporada regular acabó con 22 victorias y 60 derrotas, ocupando el decimotercer puesto de la conferencia Oeste, no logrando clasificarse para los playoffs.

## Draft de expansión
| Pick | Jugador        | Posición  | Nacionalidad   | Equipo anterior        |
| ---- | -------------- | --------- | -------------- | ---------------------- |
| 2    | Rick Mahorn    | Ala-Pívot | Estados Unidos | Detroit Pistons        |
| 4    | Tyrone Corbin  | Escolta   | Estados Unidos | Phoenix Suns           |
| 6    | Steve Johnson  | Ala-Pívot | Estados Unidos | Portland Trail Blazers |
| 8    | Brad Lohaus    | Ala-Pívot | Estados Unidos | Sacramento Kings       |
| 10   | David Rivers   | Base      | Estados Unidos | Los Angeles Lakers     |
| 12   | Mark Davis     | Alero     | Estados Unidos | Milwaukee Bucks        |
| 14   | Scott Roth     | Alero     | Estados Unidos | San Antonio Spurs      |
| 16   | Shelton Jones  | Alero     | Estados Unidos | Philadelphia 76ers     |
| 18   | Eric White     | Ala-Pívot | Estados Unidos | Los Angeles Clippers   |
| 20   | Maurice Martin | Escolta   | Estados Unidos | Denver Nuggets         |
| 22   | Gunther Behnke | Pívot     | Alemania       | Cleveland Cavaliers    |

## Elecciones en elDraft
| Ronda | Puesto | Jugador         | Posición | Nacionalidad   | Universidad |
| ----- | ------ | --------------- | -------- | -------------- | ----------- |
| 1     | 10     | Pooh Richardson | Base     | Estados Unidos | UCLA        |
| 2     | 34     | Gary Leonard    | Pívot    | Estados Unidos | Missouri    |
| 2     | 38     | Doug West       | Escolta  | Estados Unidos | Villanova   |

## Temporada regular
| División Medio Oeste   | División Medio Oeste | División Medio Oeste | División Medio Oeste | División Medio Oeste | División Medio Oeste | División Medio Oeste | División Medio Oeste | División Medio Oeste |
| Equipo                 | G                    | P                    | %                    | PD                   | Casa                 | Fuera                | Div                  |                      |
| ---------------------- | -------------------- | -------------------- | -------------------- | -------------------- | -------------------- | -------------------- | -------------------- | -------------------- |
| y-San Antonio Spurs    | 56                   | 26                   | .683                 | –                    | 34–7                 | 22–19                | 19–9                 |                      |
| x-Utah Jazz            | 55                   | 27                   | .671                 | 1                    | 36–5                 | 19–22                | 21–7                 |                      |
| x-Dallas Mavericks     | 47                   | 35                   | .573                 | 9                    | 30–11                | 17–24                | 17–11                |                      |
| x-Denver Nuggets       | 43                   | 39                   | .524                 | 13                   | 28–13                | 15–26                | 15–13                |                      |
| x-Houston Rockets      | 41                   | 41                   | .500                 | 15                   | 31–10                | 10–31                | 13–15                |                      |
| Minnesota Timberwolves | 22                   | 60                   | .268                 | 34                   | 17–24                | 5–36                 | 6–22                 |                      |
| Charlotte Hornets      | 19                   | 63                   | .232                 | 37                   | 13–28                | 6–35                 | 7–21                 |                      |

## Estadísticas
| Rk | Jugador         | Edad | P  | PT | MP   | TC  | TCI  | %TC  | T3  | T3I | %T3   | TL  | TLI | %TL  | RO  | RD  | RT  | AS  | RB  | TAP | BP  | FP  | PTS  |
| -- | --------------- | ---- | -- | -- | ---- | --- | ---- | ---- | --- | --- | ----- | --- | --- | ---- | --- | --- | --- | --- | --- | --- | --- | --- | ---- |
| 1  | Tony Campbell   | 27   | 82 | 81 | 38.6 | 8.8 | 19.3 | .457 | 0.1 | 0.7 | .167  | 5.5 | 6.9 | .787 | 2.5 | 3.0 | 5.5 | 2.6 | 1.4 | 0.4 | 3.1 | 3.2 | 23.2 |
| 2  | Tyrone Corbin   | 27   | 82 | 80 | 36.7 | 6.4 | 13.2 | .481 | 0.0 | 0.1 | .000  | 2.0 | 2.5 | .770 | 2.7 | 4.7 | 7.4 | 2.6 | 2.1 | 0.5 | 1.7 | 3.5 | 14.7 |
| 3  | Pooh Richardson | 23   | 82 | 48 | 31.5 | 5.2 | 11.3 | .461 | 0.3 | 1.0 | .277  | 0.8 | 1.3 | .589 | 0.7 | 2.0 | 2.6 | 6.8 | 1.6 | 0.3 | 1.7 | 1.7 | 11.4 |
| 4  | Tod Murphy      | 26   | 82 | 59 | 30.4 | 3.2 | 6.7  | .471 | 0.2 | 0.5 | .372  | 1.8 | 2.5 | .709 | 2.5 | 4.4 | 6.9 | 1.3 | 0.9 | 0.7 | 0.7 | 2.8 | 8.3  |
| 5  | Sam Mitchell    | 26   | 80 | 30 | 30.2 | 4.7 | 10.4 | .446 | 0.0 | 0.1 | .000  | 3.4 | 4.4 | .768 | 2.3 | 3.5 | 5.8 | 1.1 | 0.8 | 0.7 | 1.2 | 3.8 | 12.7 |
| 6  | Randy Breuer    | 29   | 51 | 47 | 26.0 | 4.2 | 10.0 | .416 | 0.0 | 0.0 | .000  | 1.8 | 2.8 | .662 | 2.2 | 3.5 | 5.7 | 1.6 | 0.6 | 1.5 | 1.3 | 2.6 | 10.2 |
| 7  | Sidney Lowe     | 30   | 80 | 38 | 21.8 | 0.9 | 2.9  | .319 | 0.0 | 0.1 | .222  | 0.5 | 0.7 | .722 | 0.5 | 1.5 | 2.0 | 4.2 | 0.9 | 0.1 | 0.8 | 1.4 | 2.3  |
| 8  | Brad Lohaus     | 25   | 28 | 24 | 21.1 | 3.4 | 7.2  | .465 | 0.0 | 0.6 | .063  | 0.8 | 0.9 | .808 | 0.8 | 3.2 | 3.9 | 2.2 | 0.5 | 0.8 | 1.6 | 2.4 | 7.5  |
| 9  | Scott Roth      | 26   | 71 | 3  | 14.9 | 2.2 | 5.9  | .379 | 0.3 | 0.7 | .346  | 2.1 | 2.8 | .746 | 0.5 | 1.1 | 1.6 | 1.6 | 0.7 | 0.1 | 1.2 | 2.0 | 6.8  |
| 10 | Donald Royal    | 23   | 66 | 0  | 11.3 | 1.8 | 3.9  | .459 | 0.0 | 0.0 | .000  | 2.3 | 3.0 | .777 | 1.0 | 1.0 | 2.1 | 0.7 | 0.5 | 0.1 | 1.2 | 1.6 | 5.9  |
| 11 | Adrian Branch   | 26   | 11 | 0  | 8.3  | 2.3 | 5.5  | .410 | 0.1 | 0.1 | 1.000 | 1.3 | 2.0 | .636 | 0.7 | 1.1 | 1.8 | 0.4 | 0.5 | 0.0 | 0.7 | 1.3 | 5.9  |
| 12 | Brad Sellers    | 27   | 14 | 0  | 8.1  | 1.4 | 4.0  | .339 | 0.0 | 0.1 | .000  | 0.6 | 0.9 | .750 | 0.6 | 0.8 | 1.4 | 0.1 | 0.4 | 0.2 | 0.9 | 0.8 | 3.4  |
| 13 | Doug West       | 22   | 52 | 0  | 7.3  | 1.0 | 2.6  | .393 | 0.1 | 0.2 | .273  | 0.5 | 0.6 | .813 | 0.5 | 0.9 | 1.3 | 0.3 | 0.2 | 0.1 | 0.6 | 1.2 | 2.6  |
| 14 | Gary Leonard    | 22   | 22 | 0  | 5.8  | 0.6 | 1.4  | .419 | 0.0 | 0.0 | .000  | 0.3 | 0.6 | .429 | 0.5 | 0.8 | 1.2 | 0.0 | 0.1 | 0.4 | 0.4 | 1.2 | 1.5  |
| 15 | Steve Johnson   | 32   | 4  | 0  | 4.3  | 0.0 | 0.5  | .000 | 0.0 | 0.0 |       | 0.0 | 0.0 |      | 0.0 | 0.8 | 0.8 | 0.3 | 0.0 | 0.0 | 1.5 | 1.0 | 0.0  |

## Galardones y récords
| Jugador         | Galardón                            |
| Pooh Richardson | Mejor quinteto de rookies de la NBA |